# Кобильниця (Великопольське воєводство)
Кобильниця (пол. Kobylnica, нім. Kobelnitz) — село в Польщі, у гміні Сважендз Познанського повіту Великопольського воєводства.
Населення — 1611 осіб (2011).
У 1975-1998 роках село належало до Познанського воєводства.

## Демографія
Демографічна структура станом на 31 березня 2011 року:
|          | Загалом | Допрацездатний вік | Працездатний вік | Постпрацездатний вік |
| -------- | ------- | ------------------ | ---------------- | -------------------- |
| Чоловіки | 781     | 182                | 517              | 82                   |
| Жінки    | 830     | 175                | 491              | 164                  |
| Разом    | 1611    | 357                | 1008             | 246                  |